# むつ市立大湊中学校
むつ市立大湊中学校（むつしりつ おおみなとちゅうがっこう）は、青森県むつ市に位置する公立中学校。むつ市立大湊小学校と施設分離型（4・3・2制）小中一貫教育を行っている。

## 概要
- 所在地ː青森県むつ市桜木町19-1

## 沿革
- 1947年（昭和22年）
  - 4月1日 - 学校教育法(旧法)により、大湊町立大湊中学校創立。
  - 4月21日 - 開校式挙行。
  - 8月20日 - 大湊町8番25号に校舎移転。
- 1948年（昭和23年）4月15日 - 角違小学校校舎に、角違分校併設。
- 1949年（昭和24年）3月31日 - 角違分校が、独立・昇格、大湊町立角違中学校となり、角違小学校校舎に併設。
- 1951年（昭和26年）4月13日 - 第一校舎類焼[2]。
- 1952年（昭和27年）
  - 2月23日 - 校舎新築工事着工[3]。
  - 5月7日 - 校舎新築落成。
- 1953年（昭和28年）5月23日 - 校旗樹立、校歌発表。
- 1955年（昭和30年）7月27日 - 講堂第一期工事落成。
- 1959年（昭和34年）
  - 9月1日 - 大湊田名部市発足により、大湊田名部市立大湊中学校と改称。
  - 11月15日 - 講堂第二期工事落成。
- 1960年（昭和35年）8月1日 - 市名変更により、むつ市立大湊中学校と改称。
- 1963年（昭和38年）4月1日 - 大平学区を大平中学校に編入。
- 1965年（昭和40年）4月1日 - 特殊学級設置。
- 1979年（昭和54年） - 桜木町19番1号に新校舎完成[4]。
- 1980年（昭和55年） - 新体育館完成[4]。
- 2002年（平成14年） - 青森県立大湊高等学校と連携型中高一貫教育を開始。
- 2009年（平成21年） - 大湊高校との「連携コース」を廃止、3年後の2012年（平成23年）に高校側が「連携型入学者選抜」を廃止し中高一貫教育を解消[5]。
- 2017年（平成29年） - 創立70年を迎えた。

## 出身著名人
- 細川ふみえ

## 参考資料
- 『青森県教育史 別巻』（青森県教育委員会・1973年12月20日発行）895頁「学校沿革 中学校 大湊中学校」。